# HD 73710
HD 73710，又名BD+20 2166，SAO 98021、HR 3428，是一颗恒星，视星等为6.44，位于銀經205.89，銀緯32.48，其B1900.0坐标为赤經8h 34m 37.7s，赤緯+20° 32.48′ 25″。